# Ангу

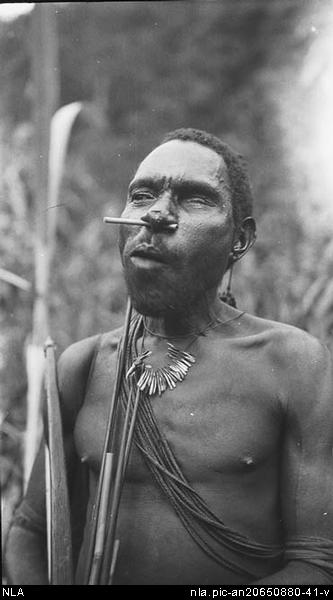
Представитель племени ангу (1931 год)

Ангу, или кукукуку — живущее в горных районах юго-западной части Моробе, Папуа — Новая Гвинея, прежде воинственное племя. Несмотря на небольшой рост (в норме менее 160 сантиметров), воины этого племени наводили страх на более мирные долинные племена.
Несмотря на жизнь в холодном горном климате, одежды ангу носили немного: травяные юбки, дополненные напоясной сумкой, и плащи из обработанного древесного луба.
Ангу практиковали гомосексуальные ритуалы с участием мальчиков препубертатного возраста.
Свои впечатления о племени ангу описал Дж. К. Маккарти в книге «Мои годы на Новой Гвинее».
Четыре языка анга почти вымерли, но самое многочисленное племя, хамтаи, процветает, его население составляет 45 000 человек.
Некоторые племена района Асеки стали туристической достопримечательностью благодаря своим мумиям. Вокруг Асэки на территории Хамтаи есть три известных места мумий. Народ Хамтаи теперь получает небольшой доход от взимания платы с ученых, туристов и фотографов перед посещением мест с мумиями.

## Первый контакт с Туламби
Фильм Жан-Пьера Дютийе призван показать первый контакт между группой туламби, которая, как сообщалось, является частью народа ангу, и белыми людьми в декабре 1993 года. Он был обвинён в постановке французским антропологом Пьером Лемонье, который утверждал, что имел непосредственный контакт с племенем. Лемонье, однако, предъявили иск за клевету, и дело было проиграно.
О первом контакте между племенем туламби также сообщалось в «Сидней Морнинг Геральд» 22 октября 1993 года, незадолго до встречи с Дютийе:
Правительственные чиновники в Папуа-Новой Гвинее говорят, что обнаружили еще одно «потерянное племя» [...] Последняя группа, получившая название племя туламби, по-видимому, была обнаружена в отдаленном районе густых джунглей на высокогорье Папуа-Новой Гвинеи.. Два почти обнаженных члена племени были «напуганы до смерти», когда охотничья группа доставила их на ближайшую правительственную станцию, чтобы они впервые попробовали еду из магазина и увидели белых людей и самолеты... Но некоторые люди по-прежнему настроены скептически. Они считают, что эта группа может принадлежать к известным изолированным пограничным племенам, но не включена в последнюю перепись.